# Josef Jelínek
Josef Jelínek, född 9 januari 1941 i Prag, Tjeckoslovakien, död 29 november 2024, var en tjeckisk fotbollsspelare (anfallare) som spelade för Tjeckoslovakien under sin aktiva karriär.

## Biografi
Jelínek spelade mellan 1961 och 1962 totalt 10 matcher i det tjeckoslovakiska fotbollslandslaget. I fotbolls-VM i Chile 1962, där Tjeckoslovakien kom tvåa, spelade han i finalmatchen mot Brasilien.
På klubbnivå spelade Jelínek huvudsakligen för Dukla Prag.